# براندون أوبريجون
براندون أوبريجون (بالإسبانية: Brandon Obregón)‏ هو لاعب كرة قدم أرجنتيني في مركز الوسط، ولد في 23 مايو 1996 في مدينة سان فرانسيسكو سولانو في الأرجنتين. لعب مع إنديبندينتي.

## وصلات خارجية
- براندون أوبريجون على موقع قاعدة بيانات كرة القدم.إي يو (الإنجليزية)
- براندون أوبريجون على موقع Soccerway.com (الإنجليزية)